# Сушёное яблоко

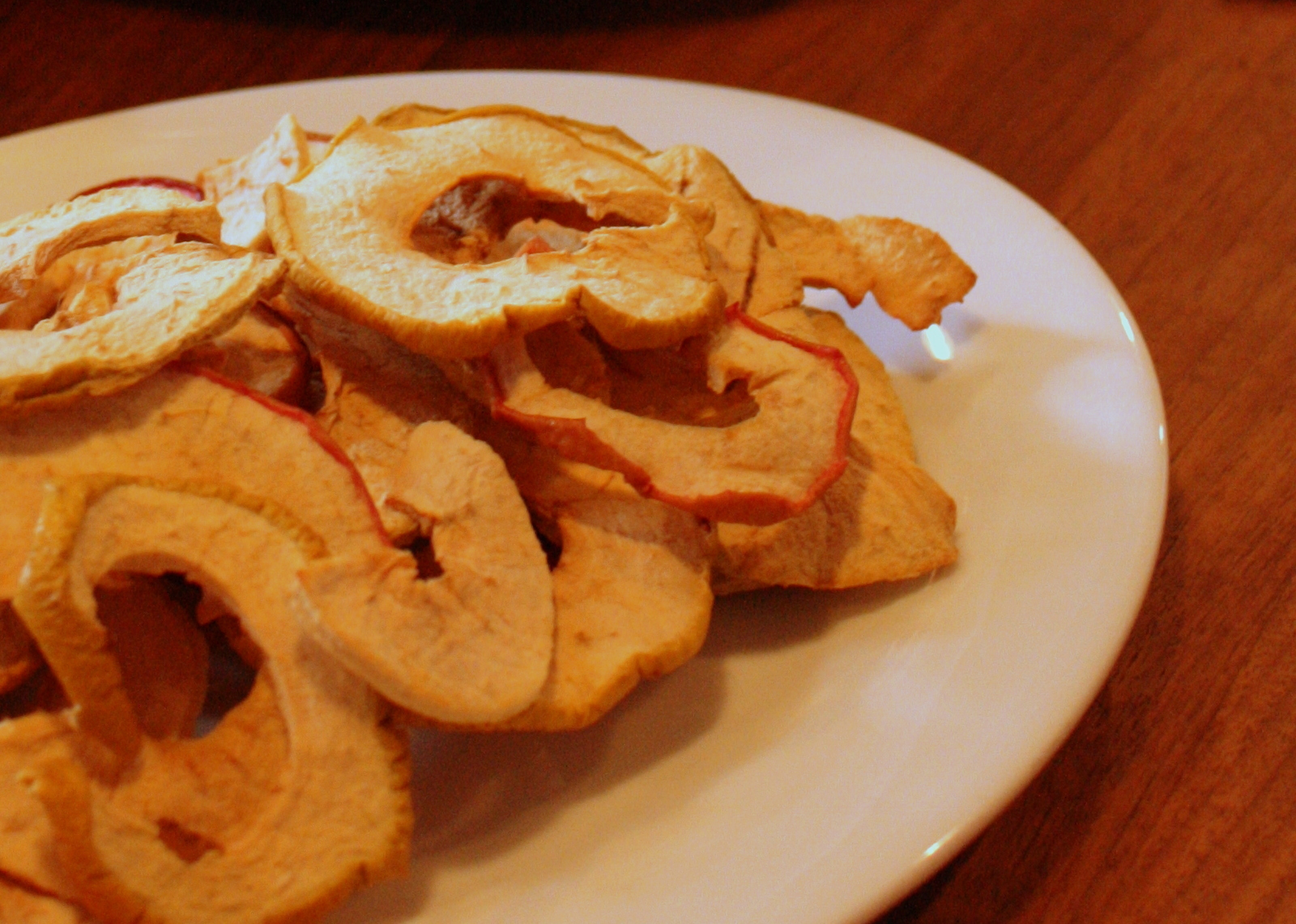
Яблоки, сушенные кольцами

Сушёное яблоко — сухофрукт, яблоки культурных и дикорастущих сортов, высушенные на солнце или в искусственных сушилках. Правильно высушенные яблоки имеют эластичную консистенцию, не ломаются, не слипаются и не дают сока. Сорта яблок со сладкой или сладко-кисловатой мякотью в сухом виде развариваются и безвкусны, поэтому не годятся для сушки. Сушёные яблоки из ранних сортов быстро теряют аромат и окраску. Сушёные яблоки используются для производства компотов, обычно в смеси с другими сухофруктами. Е. И. Молоховец рекомендовала использовать сушёные яблоки для приготовления яблочных пюре для приготовления кремов и пирогов. Сушёные дикорастущие яблоки часто входят в состав фруктовых чаёв.
В зависимости от способа обработки и вида сырья сушёные яблоки делятся на очищенные, неочищенные, обработанные раствором соли, а также простой, лозневой сушки и лесные. Отсортированное по размеру яблочное сырьё очищают от сердцевины и кожицы и режут на кольца, дольки или половинки. Во избежание потемнения разрезанные плоды помещают в 0,20%-ный раствор серной кислоты на 2—3 минуты, окуривают серой или обрабатывают раствором соли. При простой, лозневой или лесной сушке яблочное сырьё растворами не обрабатывается.
В американской гастрономической культуре сушёные яблоки считаются основным продуктом питания первых переселенцев и путешественников, в те времена с сушёным яблоком зимой пекли пироги.